# 旧州镇 (灵山县)
旧州镇，是中华人民共和国广西壮族自治区钦州市灵山县下辖的一个乡镇级行政单位。
舊州鎮在靈山縣西部。鎮人民政府駐舊州圩。隨开皇十八年（598）南宾县（今灵山县）治所（时叫南宾寨）。唐贞观十年（636）至宋天圣元年（1023）为欽州州治。清嘉庆年间为旧州练。1951年2月为第八区旧州镇。1958年为上游人民公社。1963年为旧州人民公社。1984年9月改为旧州乡，1994年改为今名。东邻烟墩、那隆、三隆鎮，北靠沙坪鎮，西接太平鎮，南临陆屋镇和钦北区青塘镇。

## 行政区划
旧州镇下辖以下地区：
古城社区、双凤村、狮岭村、双金村、长基村、六额村、塘僚村、旧州村、民主村、樟木村、六华村、古修村、张高村、大岭村、西屯村、青松村、石桥村、石柱村、下浪村、上耕村、北龙村、围屋村、上井村、沉木村、兵马村、教马村、长安村、那良村、新湾村和横塘村。